# Daniel Hamilton
Daniel Hamilton (ur. 8 sierpnia 1995 w Los Angeles) – amerykański koszykarz, występujący na pozycji rzucającego obrońcy, obecnie zawodnik Bursaspor Durmazlar.
W 2012 zdobył brązowy medal podczas turnieju Adidas Nations, rok później sięgnął po złoto w tym samym turnieju oraz Nike Global Challenge. W 2014 wystąpił w meczu gwiazd amerykańskich szkół średnich – Jordan Classic, został też zaliczony do I składu Parade All-American. Wybrano go także najlepszym zawodnikiem szkół średnich stanu Kalifornia (John R. Wooden California High School POY).
Jego starszy brat Jordan także występował w NBA.
20 sierpnia 2018 został zawodnikiem Atlanty Hawks. 8 lutego 2019 został zwolniony. 31 sierpnia 2019 zawarł umowę z Cleveland Cavaliers. 16 października opuścił klub.
30 lipca 2020 dołączył do tureckiego Bursaspor Durmazlar.

## Osiągnięcia
Stan na 1 sierpnia 2020, na podstawie, o ile nie zaznaczono inaczej.
NCAA
- Uczestnik II rundy turnieju NCAA (2016)
- Mistrz turnieju konferencji American Athletic (AAC – 2015)
- Most Oustanding Player  (MOP=MVP) turnieju AAC (2016)
- Najlepszy pierwszoroczny zawodnik AAC (2015)
- Laureat Wooden Award - Midseason (2016)
- Zaliczony do:
  - I składu najlepszych pierwszorocznych zawodników AAC (2015)
  - II składu AAC (2016)
  - składu All-AAC Honorable Mention (2015)
- Lider AAC w liczbie:
  - zbiórek:
    - 321 – 2016
    - w obronie (230 – 2015, 288 – 2016)

  - asyst (170 – 2016)

G-League
- Zaliczony do:
  - I składu turnieju NBA G-League Showcase (2018)
  - składu Midseason All-NBA G-League Western Conference (2018)
- Zawodnik tygodnia (27.11.2017)